# 山楂餅

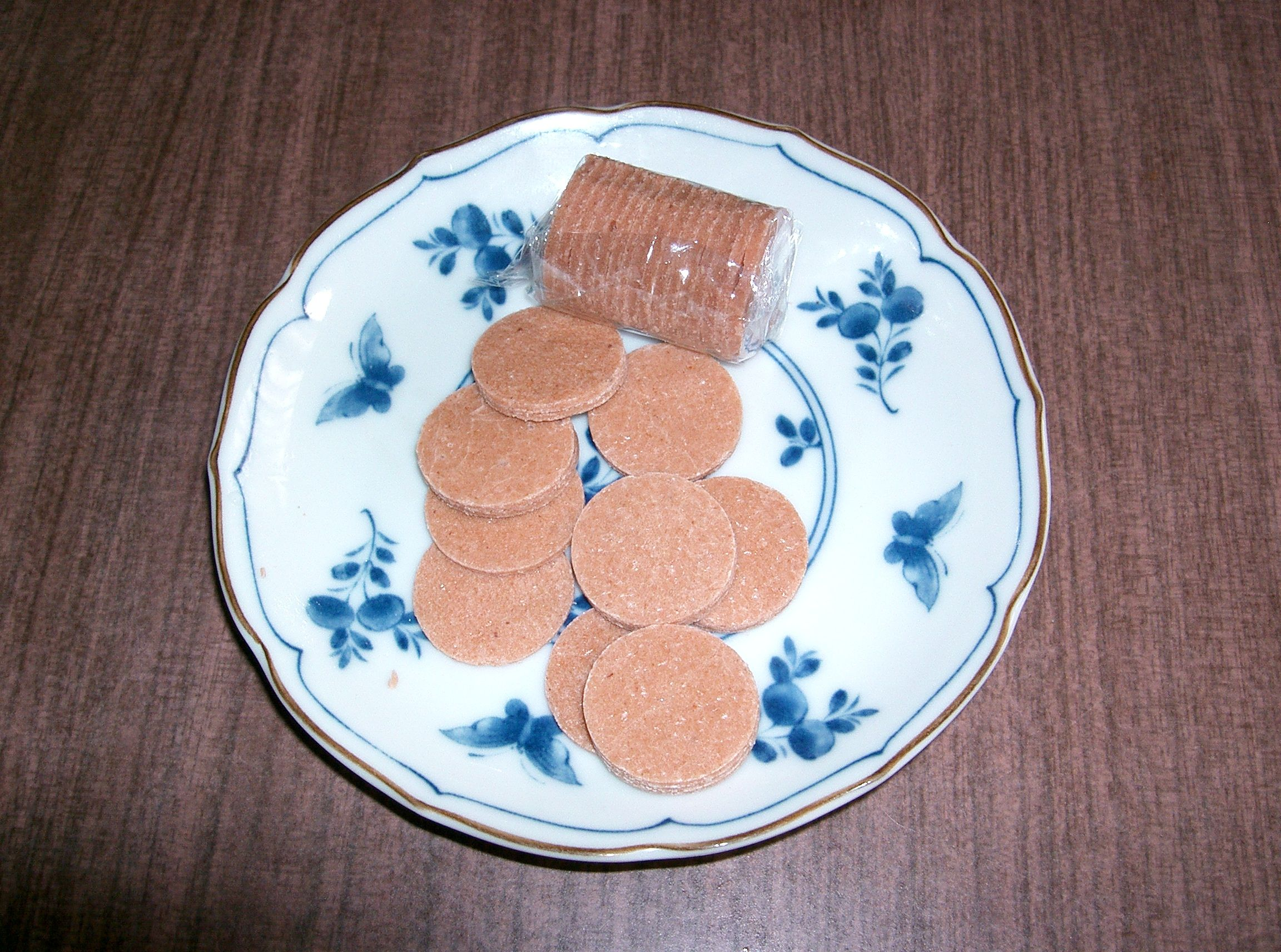
山楂餅

山楂餅，又稱仙楂餅、山楂片。為深紅色薄片，多為圓形，也有方形的，主要原料是山楂。味道香甜而不腻，多用作輔助中藥，提升患者食慾。
在香港，山楂餅主要以粉紅色包裝見於市面，為香港其中一種常見的懷舊小食。

## 山楂之健康問题
新鮮的山楂，有助降低血脂和血壓的重要功效。然而普通的山楂餅只加入大量糖製成，並沒有消滯功效。